# 스네이크강

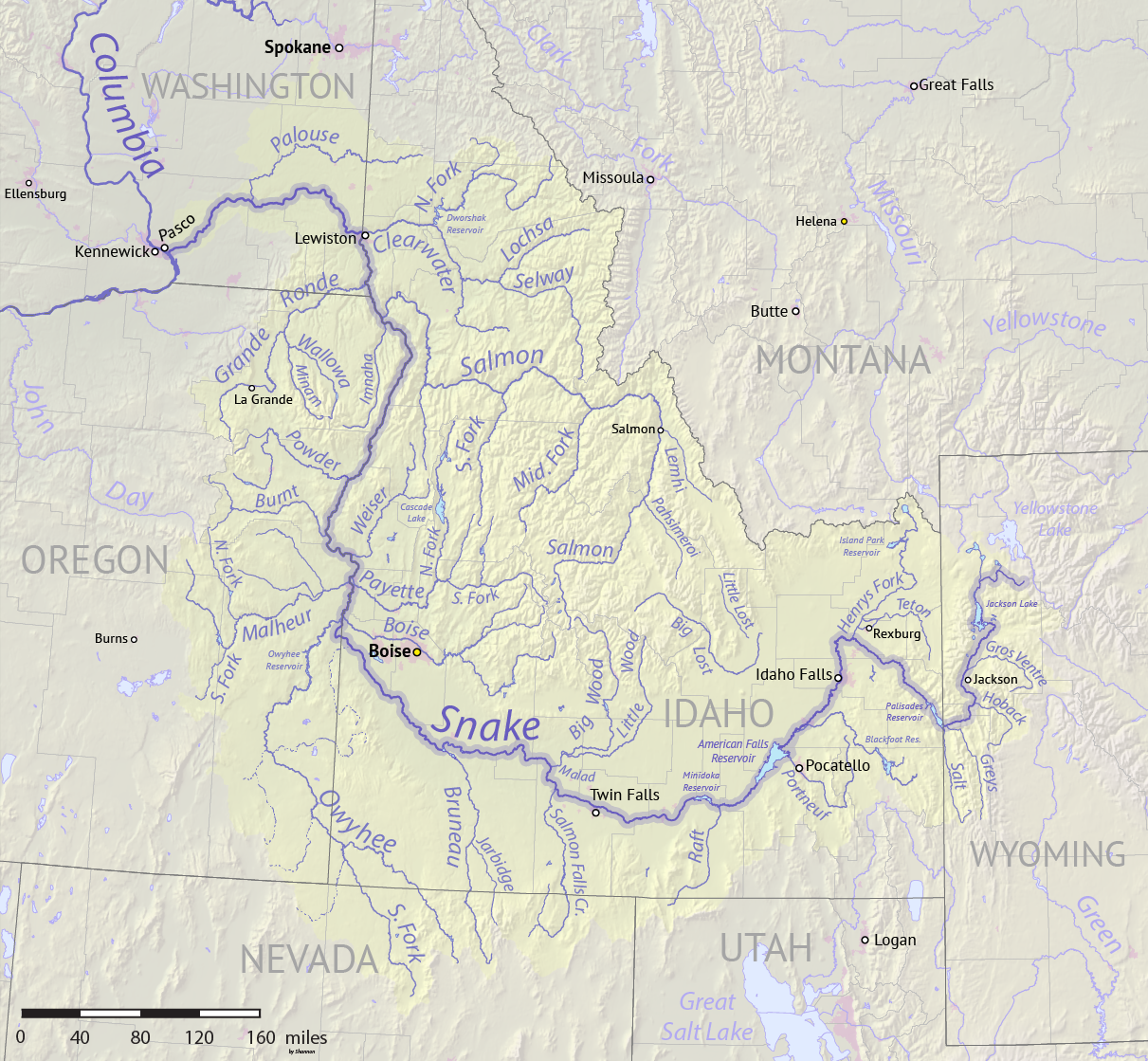
스네이크 강

스네이크강(Snake River)은 옐로스톤 국립공원에서 발원하여 미국 서부를 흐르는 강으로, 컬럼비아 강의 가장 큰 지류이다. 길이는 1,735 km.